# Czerwonak (stacja kolejowa)

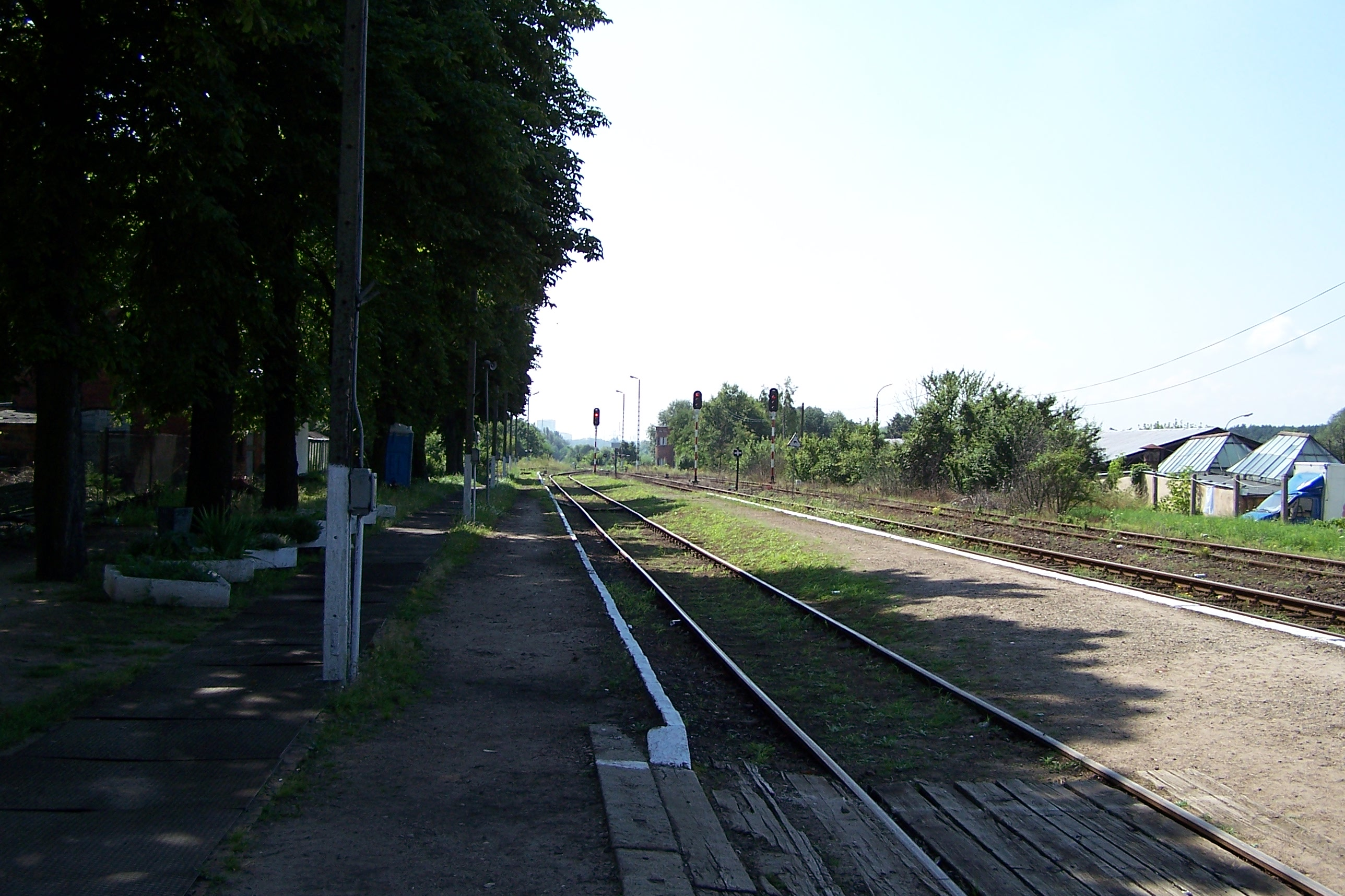
Stacja kolejowa Czerwonak - widok w kierunku Poznania

Czerwonak – stacja kolejowa we wsi Czerwonak, w woj. wielkopolskim, w Polsce.

## Ruch pasażerski
| Rok  | Wymiana pasażerska na dobę |
| ---- | -------------------------- |
| 2017 | 200-299                    |
| 2022 | 200-299                    |